# ローレンス郡 (インディアナ州)
ローレンス郡（英: Lawrence County）は、アメリカ合衆国インディアナ州の南部に位置する郡である。2010年国勢調査での人口は46,134人であり、2000年の45,922人から0.5％増加した。郡庁所在地はベドフォード市（人口13,413人）であり、同郡で人口最大の都市でもある。

## 歴史
ローレンス郡は1818年にオレンジ郡から分離して設立された。郡名は米英戦争中の1813年、フリゲート艦USSチェサピークを指揮しているときに戦死したジェイムズ・ローレンス海軍大佐に因んで名付けられた。ローレンスは致命傷を負いながら、「艦を諦めるな」という有名な文句を呟いたことで知られている。

## 地理
アメリカ合衆国国勢調査局に拠れば、郡域全面積は451.93平方マイル (1,170.5 km2)であり、このうち陸地449.176平方マイル (1,163.3 km2)、水域は2.76平方マイル (7.1 km2)で水域率は0.61％である。

### 主要高規格道路
| - アメリカ国道50号線 - インディアナ州道37号線 - インディアナ州道54号線 - インディアナ州道58号線 | - インディアナ州道60号線 - インディアナ州道158号線 - インディアナ州道446号線 |

### 隣接する郡
- モンロー郡 - 北
- ジャクソン郡 - 東
- ワシントン郡 - 南東
- オレンジ郡 - 南
- マーティン郡 - 西
- グリーン郡 - 北西

### 国立保護地域
- フージャー国立の森（部分）

## 気候と気象
近年、郡庁所在地であるベドフォード市の平均気温は1月の18°F (-8 ℃) から7月の86°F (30 ℃) まで変化している。過去最低気温は1994年1月に記録された-29°F (-34 ℃) であり、過去最高気温は1930年7月に記録された111°F (44 ℃) である。月間降水量は2月の2.70インチ (69 mm) から5月の5.04インチ (128 mm) まで変化している。

## 郡政府
郡政府は憲法による政体であり、インディアナ州憲法とインディアナ州法典によって特別の権力を認められている。

### 郡政委員会
郡政委員会は郡政府の立法府であり、郡の歳出や歳入を管理している。委員は郡内の選挙区から選出され、任期は4年間である。給与、年間予算、特別支出を設定する責任がある。郡レベルで所得税や資産税、消費税、サービス税を課する限定付き権限があるが、所得税と資産税は州の承認を要する。

### 行政委員会
行政委員会は郡政府の行政府である。委員は郡全体を選挙区に選出され、任期は4年間で2年毎に半数が改選される。委員の一人、通常は最も経験のある者が議長になる。行政委員会は郡政委員会が決めた法を実行し、税金を集め、郡政府の日々の機能を管理する責任がある。

### 郡裁判所
郡は幾らかの民事訴訟を扱うことのできる小規模裁判所を維持している。判事は4年間任期で選出され、インディアナ州法廷弁護士協会の会員でなければならない。判事を補助するのがコンスタブルと呼ばれる法執行官であり、やはり4年間任期で選出される。特定の事件における判決に対しては、州レベルの巡回裁判所に控訴できる。

### 郡政府役人
上記以外に、保安官、検視官、監査官、財務官、登記官、測量師および巡回裁判所事務官が選挙で選ばれている。任期は4年間であり、郡政府の異なる部門を監督している。郡政府に選ばれる役人は支持政党を公にすることが求めら、また郡の住人でなければならない。
ローレンス郡はアメリカ合衆国下院議員インディアナ州第4選挙区に属している。インディアナ州議会上院では第44選挙区に属しており、下院では第62および第65選挙区に属している。

## 人口動態
以下は2000年の国勢調査による人口統計データである。
| 基礎データ - 人口: 45,922人 - 世帯数: 18,535 世帯 - 家族数: 13,141 家族 - 人口密度: 40人/km2（102人/mi2） - 住居数: 20,560軒 - 住居密度: 18軒/km2（46軒/mi2） 人種別人口構成 - 白人: 97.92% - アフリカン・アメリカン: 0.39% - ネイティブ・アメリカン: 0.28% - アジア人: 0.28% - 太平洋諸島系: 0.01% - その他の人種: 0.34% - 混血: 0.78% - ヒスパニック・ラテン系: 0.91% 先祖による構成 - アメリカ人：32.9％ - ドイツ系：15.3％ - イギリス系：14.3％ - アイルランド系：10.9％ | 年齢別人口構成 - 18歳未満: 24.6% - 18-24歳: 7.7% - 25-44歳: 28.1% - 45-64歳: 25.0% - 65歳以上: 14.8% - 年齢の中央値: 38歳 - 性比（女性100人あたり男性の人口） - 総人口: 95.1 - 18歳以上: 91.5 世帯と家族（対世帯数） - 18歳未満の子供がいる: 31.4% - 結婚・同居している夫婦: 58.5% - 未婚・離婚・死別女性が世帯主: 9.0% - 非家族世帯: 29.1% - 単身世帯: 25.5% - 65歳以上の老人1人暮らし: 11.5% - 平均構成人数 - 世帯: 2.44人 - 家族: 2.91人 収入と家計 - 収入の中央値 - 世帯: 36,280米ドル - 家族: 43,109米ドル - 性別 - 男性: 34,167米ドル - 女性: 21,647米ドル - 人口1人あたり収入: 17,653米ドル - 貧困線以下 - 対人口: 9.8% - 対家族数: 7.3% - 18歳未満: 11.6% - 65歳以上: 8.5% |

## 郡区
ローレンス郡は下記9つの郡区に分割されている。
- ボノ
- ガスリー
- インディアンクリーク
- マリオン
- マーシャル
- ペリー
- プレザントラン
- ショースウィック
- スパイスバレー

## 都市と町
- ベドフォード - 郡庁所在地
- ミッチェル
- ウーリティック

### 未編入の町
- ボノ
- ブッダ
- ファイエットビル
- ジュダ
- ピンフック
- スプリングビル
- ウィリアムズ

## 見どころ
- ジョー・パルーカの彫像、パルーカは漫画の主人公、1948年除幕、ウーリティックの町役場近くに立っている。

## 著名な出身者
ローレンス郡の出身者には宇宙飛行士になった者が3人いる。
- ガス・グリソム - ミッチェル市で生まれ育った。アメリカ2人目の有人宇宙飛行、アポロ1号の火災事故で死。
- チャールズ・ウォーカー（英語版） - ベッドフォード（英語版）で生まれ育った。スペースシャトルに3回搭乗。
- ケネス・バウアーソックス - バージニア州生まれ、ベドフォードで育った。スペースシャトルに5回搭乗。

ガス・グリソムの記念碑がミッチェルに近いスプリングミル州立公園内にあり、ジェミニ3号のカプセルやマーキュリー計画で着た宇宙服が納められている。